# Světy bez hranic
Světy bez hranic je název českého vydání fantastického románu Detta är verkligheten (1968), který napsal švédský spisovatel Bertil Mårtensson. Převážná část románu patří do žánru fantasy, zakončení příběhu do žánru science-fiction. Dílo bylo roku 1972 oceněno na Euroconu jako nejlepší švédská sci-fi.

## Obsah knihy
Téměř celý příběh se odehrává ve středověkých královstvích Kamwarlu a Denety. Postupně se v příběhu objevují permoníci, princezna, záludný princ, děsivé monstrum v podzemí či velmi inteligentní zvíře zvané ferd, které je podobné koni a ovládá telepatii. Vypravěčem příběhu je Carli, který si nepamatuje, kdo a odkud je. Unese princeznu Deneé z Denety ze spárů zlého prince Cabala, který si ji chce vzít, aby tak získal její království. Carli se s princeznou sblíží. Na ferdovi se dostanou do hor. Zde jim pomohou mocní permoníci, přesto však jsou dopadeni vojáky prince Cabala. S pomocí ferda unikají a dostanou se do království otce Deneé. Když dorazí do Denety, sděluje Carli Denée, že do tohoto světa nepatří a musí odejít. A v noci zmizí.
Probudí se ze sna a uvědomí si, že je čerstvým absolventem „Školy“, vzdělávacího institutu, kde se učí celé lidstvo pomocí hypnózy. Lidé pak odchází na „Kliniku“ a tráví zbytek života ve snech ve světech podle svých představ. Carli se přemístí do přiděleného bytu, kde pobývá po dobu čtrnácti dnů do dalšího snu. V něm se opět dostane do Kamwarlu, ovšem v době, předcházející prvnímu snu. Je hostem na plese a od jednoho opilého šlechtice se dovídá Cabalův plán na ovládnutí Denety.
Po probuzení z druhého snu ho napadne, že ony sny jsou skutečné, že se vše odehrává v nekonečném množství paralelních světů. Jde za ředitelem „Kliniky“ a dozví se od něho pravdu. Země je přelidněna, a proto lidé tráví většinu svého života v paralelních světech podle svých představ. Aby však nehodlali ve svých „snech“ zůstat, je jim namluveno, že se jedná pouze o sny. Protože Carli patří mezi skupinu lidi, kteří se mohou stát vědci, je mu nabídnuto zůstat v reálném světě a podílet se na řešení skutečných problémů lidstva. Carli však požádá o to, aby se do „svého snového světa“ mohl vrátit k princezně Denée natrvalo. S velkým politováním je mu vyhověno.

## Česká vydání
- Světy bez hranic. Překlad Ivo Železný; ilustrace Vladimír Rocman. Praha: Albatros, 1982. (Knihy odvahy a dobrodružství; sv. 158). Znovu vydáno 1989.